# Sjakie en de grote glazen lift
Sjakie en de grote glazen lift (oorspronkelijke titel: Charlie and the Great Glass Elevator) is een kinderboek van schrijver Roald Dahl. Het is een rechtstreeks vervolg op Sjakie en de chocoladefabriek, en volgt de hoofdpersoon Sjakie Stevens en zijn familie samen met snoepmaker Willy Wonka op hun reis door de ruimte in een grote glazen lift, waarna ze terugkeren in Wonka's fabriek.

## Samenvatting
Sjakie en Willy Wonka hebben net Sjakies familie opgehaald met de vliegende glazen lift. Ze zijn nu een stukje de ruimte in gereisd en Willy Wonka wil terugkeren naar de fabriek op aarde. Door onenigheid tussen Wonka en een van Sjakies oma's, Jakoba, schiet de lift echter in een baan om de aarde.
In de ruimte gaat het gezelschap aan boord van het zojuist voltooide Amerikaanse ruimtehotel, dat spoedig zijn deuren zal openen voor gasten. Op aarde ziet de president van de Verenigde Staten, Lancelot R. Gillegras,  hoe de glazen lift zich vastkoppelt aan het hotel. Hij denkt dat het spionnen zijn, misschien wel Russische. Eenmaal in het ruimtehotel worden Willy Wonka, Sjakie en de anderen toegesproken door de ruimtebasis in Houston, waar men eist dat de indringers zich onmiddellijk bekendmaken. Willy Wonka weet iedereen op aarde voor de gek te houden door te doen alsof ze buitenaardse wezens zijn. Maar dan blijkt het hotel te zijn overgenomen door echte buitenaardse wezens, Drochten. Wonka en Sjakie met zijn ouders en grootouders kunnen net op tijd ontsnappen. Wonka blijkt veel over deze Drochten te weten. Ze zijn afkomstig van de exoplaneet Verdel en zouden zich het liefst voeden met mensen. De Drochten proberen de aarde voortdurend aan te vallen, maar dat lukt nooit omdat ze steeds verbranden in de dampkring. Ze veranderen dan in vallende sterren, waarvan iedereen denkt dat het kometen zijn. Tevens kunnen ze van vorm veranderen. Blijkbaar wachten de Drochten in het ruimtehotel de gasten op, om ze te verorberen.
Tegelijkertijd nadert ook een shuttle het ruimtehotel, met aan boord de drie astronauten Shorman, Shanks en Shimp en het voltallige personeel voor het ruimtehotel. Als ze het hotel binnengaan, komen de Drochten tevoorschijn en verslinden een deel van het personeel. De rest weet nog op tijd terug de shuttle in te vluchten. Wanneer de Drochten daarop de shuttle aanvallen, schieten Willy Wonka en Sjakie te hulp. Ze slepen de beschadigde shuttle terug naar de aarde, en ontdoen zich van de Drochten door deze mee te slepen de dampkring in, zodat ze verbranden. De shuttle koppelen ze los, zodat die terug kan vliegen naar Washington. Vervolgens ramt de lift met een snelheid van een paar duizend kilometer per uur door het dak van Willy Wonka's chocoladefabriek heen.
Als ze eenmaal veilig zijn teruggekeerd in de fabriek, wil Sjakie dat zijn hele familie gaat helpen met het runnen van de fabriek waarvan hij nu de nieuwe eigenaar is. De grootouders zijn echter te oud. Hierop geeft Wonka aan drie van hen (Willem, Willemina en Jakoba) een door hemzelf uitgevonden verjongingsmiddel, Wonka-vite. De drie nemen hier te veel van in, elk vier hele tabletten, met als gevolg dat ze elk tachtig jaar jonger worden(elke tablet maakt hen twintig jaar jonger). Willem en Jakoba veranderen in baby’s, en Willemina verdwijnt geheel omdat ze pas achtenzeventig was. Volgens Wonka komen mensen die zoiets overkomt terecht in een plaats genaamd Minland. Hij en Sjakie reizen hiernaartoe met de lift, en halen Willemina terug door haar weer ouder te maken met een eveneens door Wonka uitgevonden verouderingsdrank, Vita-Wonk. Willemina krijgt echter veel te veel omdat meneer Wonka het middel enkel kan toedienen met een spuit. Hierdoor blijkt ze meer dan vierhonderd jaar oud te zijn als ze weer in het grote bed ligt. Met een enorme hoeveelheid Wonka-vite krijgt ze uiteindelijk haar normale leeftijd weer terug. Met de verouderingsdrank herstelt Wonka de andere twee naar hun correcte leeftijd, door hun elk een paar druppels te geven.
Dan komt een Oempa-Loempa aan Wonka een geheimzinnig bericht brengen. Het blijkt dat president Gillegras alle acht de astronauten uitnodigt op het Witte Huis, waar hij ze persoonlijk een medaille wil geven als dank voor het helpen redden van de shuttle. Met het argument dat het bed de lift niet in zal kunnen, weet Willie Wonka Sjakie's drie oudste grootouders voor het eerst in 20 jaar het bed uit te krijgen.

## Publicatie
Het boek werd  in 1972 voor het eerst gepubliceerd in de Verenigde Staten door uitgeverij Alfred A. Knopf. Een jaar later werd het ook uitgegeven in het Verenigd Koninkrijk door George Allen & Unwin. Twee jaar later kwam de Nederlandse vertaling van Harriët Freezer uit.

## Bewerkingen
Er is nooit een verfilming van dit boek gemaakt. Roald Dahl was zo teleurgesteld over  de verfilming van Sjakie en de chocoladefabriek, Willy Wonka & the Chocolate Factory (1971), dat hij weigerde toestemming te geven voor verdere verfilmingen. Tim Burton en Johnny Depp, die in 2005 de tweede verfilming van het eerste deel maakten, gaven aan geen interesse te hebben in een verfilming van het tweede boek.
Er is wel een hoorspelbewerking als luisterboek uitgegeven, van ongeveer drie uur (3 CD's). De stemmen zijn onder andere van Johnny Kraaijkamp jr., Bob van der Houven, Edna Kalb, Lucie de Lange, Stan Limburg, Fred Meijer, Hero Muller en Patty Pontier.

## Varia
- Het idee van mensen die samen in een vliegende lift een wonderlijke reis maken komt vaker terug in kinderboeken. Zo is het bijvoorbeeld ook gebruikt in Abeltje, een boek uit 1953 van Annie M.G. Schmidt.
- Aan het begin van Sjakie en de chocoladefabriek wordt gemeld dat alle vier de grootouders van Sjakie de negentig zijn gepasseerd, terwijl in Sjakie en de grote glazen lift drie van de vier grootouders rond de tachtig zijn.